# Halysidota melaleuca
Halysidota melaleuca là một loài bướm đêm thuộc phân họ Arctiinae, họ Erebidae.